# Municipio de Liberty (condado de Linn)
El municipio de Liberty (en inglés: Liberty Township) es un municipio ubicado en el condado de Linn en el estado estadounidense de Kansas. En el año 2010 tenía una población de 968 habitantes y una densidad poblacional de 5,81 personas por km².

## Geografía
El municipio de Liberty se encuentra ubicado en las coordenadas 38°19′54″N 94°59′26″O / 38.33167, -94.99056. Según la Oficina del Censo de los Estados Unidos, el municipio tiene una superficie total de 166.63 km², de la cual 165,71 km² corresponden a tierra firme y (0,55 %) 0,92 km² es agua.

## Demografía
Según el censo de 2010, había 968 personas residiendo en el municipio de Liberty. La densidad de población era de 5,81 hab./km². De los 968 habitantes, el municipio de Liberty estaba compuesto por el 97,62 % blancos, el 0,52 % eran afroamericanos, el 0,21 % eran amerindios, el 0,31 % eran asiáticos, el 0,1 % eran de otras razas y el 1,24 % eran de una mezcla de razas. Del total de la población el 2,89 % eran hispanos o latinos de cualquier raza.